# Coppa Svizzera (hockey su pista)
La Coppa Svizzera è la principale coppa nazionale svizzera di hockey su pista maschile. Istituita nel 1958, è disputata con cadenza annuale.

## Formula
Il torneo prevede la disputa di un turno di qualificazione, ottavi di finale, quarti di finale con la formula dell'eliminazione diretta tramite partite di andata e ritorno; le vincenti dei quarti di finale giocheranno le final four per l'assegnazione del torneo.

## Albo d'oro
| Edizione        | Campione                                      | Finalista                                     | Finale                                        | Finale                                        |
| Edizione        | Campione                                      | Finalista                                     | Punteggio                                     | Sede                                          |
| 1958 (1ª)       | Montreux                                      | RC Zurigo                                     | 2-2 ● 6-4                                     | Zurigo ● Montreux                             |
| 1959 (2ª)       | RS Zurigo                                     | Lions Losanna                                 | 6-4                                           | Zurigo                                        |
| 1960 (3ª)       | Montreux                                      | Losanna Roller                                | 4-2                                           | Lucerna                                       |
| 1961 (4ª)       | Montreux                                      | RS Zurigo                                     | 8-5                                           | Montreux                                      |
| 1962 (5ª)       | Ginevra                                       | Lions Losanna                                 | 6-1                                           | Ginevra                                       |
| 1963 (6ª)       | Montreux                                      | RS Zurigo                                     | 9-5                                           | Montreux                                      |
| 1964 (7ª)       | Montreux                                      | RS Zurigo                                     | 6-3                                           | Wetzikon                                      |
| 1965 (8ª)       | Montreux                                      | Losanna Roller                                | 12-6                                          | Ginevra                                       |
| 1966 (9ª)       | RS Zurigo                                     | Lions Losanna                                 | 9-2                                           | Zurigo                                        |
| 1967 (10ª)      | RS Zurigo                                     | Basilea                                       | 11-3                                          | Zurigo                                        |
| 1968 (11ª)      | RS Zurigo                                     | Ginevra                                       | 7-2                                           | Basilea                                       |
| 1969 (12ª)      | Montreux                                      | RS Zurigo                                     | 6-1                                           | Ginevra                                       |
| 1970 (13ª)      | Montreux                                      | Basilea                                       | 7-4                                           | Pully                                         |
| 1971 (14ª)      | Montreux                                      | Lions Losanna                                 | 9-2                                           | Montreux                                      |
| 1972 (15ª)      | Montreux                                      | RS Zurigo                                     | 12-5                                          | Basilea                                       |
| 1973 (16ª)      | RS Zurigo                                     | Montreux                                      | 14-5                                          | Basilea                                       |
| 1974 (17ª)      | RS Zurigo                                     | Montreux                                      | 9-5                                           | Montreux                                      |
| 1975 (18ª)      | Montreux                                      | Ginevra                                       | 13-4                                          | Rennaz                                        |
| 1976 (19ª)      | Basilea                                       | RC Zurigo                                     | 5-5 (1-0 dtr)                                 | Montreux                                      |
| 1977 (20ª)      | Basilea                                       | Thunerstern                                   | 4-2 (dts)                                     | Rennaz                                        |
| 1978 (21ª)      | Montreux                                      | Vevey                                         | 2-2 (3-1 dtr)                                 | Rennaz                                        |
| 1979 (22ª)      | Basilea                                       | Vevey                                         | 6-5                                           | Basilea                                       |
| 1980 (23ª)      | Montreux                                      | Vevey                                         | 8-7                                           | Rennaz                                        |
| 1981 (24ª)      | Montreux                                      | Basilea                                       | 7-7 (2-0 dtr)                                 | Montreux                                      |
| 1982 (25ª)      | Vevey                                         | RC Zurigo                                     | 10-3                                          | Vevey                                         |
| 1983 (26ª)      | Villeneuve                                    | Thunerstern                                   | 2-1 (dts)                                     | Thun                                          |
| 1984 (27ª)      | Montreux                                      | Thunerstern                                   | 7-3                                           | Ginevra                                       |
| 1985 (28ª)      | Ginevra                                       | Villeneuve                                    | 4-1                                           | Ginevra                                       |
| 1986 (29ª)      | Thunerstern                                   | Montreux                                      | 7-4 (dts)                                     | Ginevra                                       |
| 1987 (30ª)      | Basilea                                       | Montreux                                      | 4-3                                           | Basilea                                       |
| 1988 (31ª)      | Wimmis                                        | Thunerstern                                   | 3-1                                           | Villeneuve                                    |
| 1989 (32ª)      | Thunerstern                                   | Gipf-Oberfrick                                | 13-0                                          | Villeneuve                                    |
| 1990 (33ª)      | Ginevra                                       | Thunerstern                                   | 3-1                                           | Villeneuve                                    |
| 1991 (34ª)      | Ginevra                                       | Montreux                                      | 4-3                                           | Ginevra                                       |
| 1992 (35ª)      | Ginevra                                       | Thunerstern                                   | 4-3 (dts)                                     | Ginevra                                       |
| 1993 (36ª)      | Ginevra                                       | Wimmis                                        | 3-1                                           | Ginevra                                       |
| 1994 (37ª)      | Thunerstern                                   | Ginevra                                       | 3-2                                           | Villeneuve                                    |
| 1995 (38ª)      | Ginevra                                       | Uttigen                                       | 4-1                                           | Villeneuve                                    |
| 1996 (39ª)      | Wimmis                                        | Uttigen                                       | 3-3 (2-1 dtr)                                 | Berna                                         |
| 1997 (40ª)      | Thunerstern                                   | Ginevra                                       | 3-1                                           | Villeneuve                                    |
| 1998 (41ª)      | Thunerstern                                   | Uttigen                                       | 4-3                                           | Thun                                          |
| 1999 (42ª)      | Ginevra                                       | Wimmis                                        | 3-2                                           | Ginevra                                       |
| 2000            | Edizione non disputata                        | Edizione non disputata                        | Edizione non disputata                        | Edizione non disputata                        |
| 2000-2001 (43ª) | Thunerstern                                   | Uttigen                                       | 4-2                                           | Uttigen                                       |
| 2001-2002 (44ª) | Ginevra                                       | Wimmis                                        | 6-1                                           | Ginevra                                       |
| 2002-2003 (45ª) | Ginevra                                       | Uttigen                                       | 3-2                                           | Uttigen                                       |
| 2003-2004 (46ª) | Diessbach                                     | Uttigen                                       | 3-2                                           | Diessbach bei Büren                           |
| 2004-2005 (47ª) | Wimmis                                        | Uttigen                                       | 5-4                                           | Wimmis                                        |
| 2005-2006 (48ª) | Thunerstern                                   | Biasca                                        | 1-0                                           | Thun                                          |
| 2006-2007 (49ª) | Ginevra                                       | Thunerstern                                   | 4-1                                           | Ginevra                                       |
| 2007-2008 (50ª) | Ginevra                                       | Thunerstern                                   | 4-3                                           | Diessbach bei Büren                           |
| 2008-2009 (51ª) | Weil                                          | Uttigen                                       | 4-1                                           | Thun                                          |
| 2009-2010 (52ª) | Diessbach                                     | Weil                                          | 5-4                                           | Weil am Rhein                                 |
| 2010-2011 (53ª) | Diessbach                                     | Friedlingen                                   | 6-3                                           | Diessbach bei Büren                           |
| 2011-2012 (54ª) | Ginevra                                       | Diessbach                                     | 8-4                                           | Ginevra                                       |
| 2012-2013 (55ª) | Ginevra                                       | Uttigen                                       | 2-1                                           | Montreux                                      |
| 2012-2014 (56ª) | Ginevra                                       | Weil                                          | 2-1                                           | Ginevra                                       |
| 2014-2015 (57ª) | Montreux                                      | Ginevra                                       | 6-3                                           | Biasca                                        |
| 2015-2016 (58ª) | Diessbach                                     | Ginevra                                       | 3-2                                           | Diessbach bei Büren                           |
| 2016-2017 (59ª) | Dornbirn                                      | Ginevra                                       | 6-5 (dts)                                     | Seedorf                                       |
| 2017-2018 (60ª) | Diessbach                                     | Montreux                                      | 5-1                                           | Wolfurt                                       |
| 2018-2019 (61ª) | Diessbach                                     | Ginevra                                       | 5-2                                           | Thun                                          |
| 2019-2020 (62ª) | Edizione annullata causa pandemia di COVID-19 | Edizione annullata causa pandemia di COVID-19 | Edizione annullata causa pandemia di COVID-19 | Edizione annullata causa pandemia di COVID-19 |

### Edizioni vinte e perse per squadra
| Squadra        | Vittorie | Secondi posti | Anni vittorie                                                                                 | Anni secondi posti                                   |
| -------------- | -------- | ------------- | --------------------------------------------------------------------------------------------- | ---------------------------------------------------- |
| Montreux       | 16       | 6             | 1958, 1960, 1961, 1963, 1964, 1965, 1969, 1970, 1971, 1972 1975, 1978, 1980, 1981, 1984, 2015 | 1973, 1974, 1986, 1987, 1991, 2018                   |
| Ginevra        | 15       | 8             | 1962, 1985, 1990, 1991, 1992, 1993, 1995, 1999, 2002, 2003 2007, 2008, 2012, 2013, 2014       | 1968, 1975, 1994, 1997, 2015, 2016, 2017, 2019       |
| Thunerstern    | 7        | 8             | 1986, 1989, 1994, 1997, 1998, 2001, 2006                                                      | 1977, 1983, 1984, 1988, 1990, 1992, 2007, 2008       |
| RS Zurigo      | 6        | 5             | 1959, 1966, 1967, 1968, 1973, 1974                                                            | 1961, 1963, 1964, 1969, 1972                         |
| Diessbach      | 6        | 1             | 2004, 2010, 2011, 2016, 2018, 2019                                                            | 2012                                                 |
| Basilea        | 4        | 3             | 1976, 1977, 1979, 1987                                                                        | 1967, 1970, 1981                                     |
| Wimmis         | 3        | 3             | 1988, 1996, 2005                                                                              | 1993, 1999, 2002                                     |
| Vevey          | 1        | 3             | 1982                                                                                          | 1978, 1979, 1980                                     |
| Weil           | 1        | 2             | 2009                                                                                          | 2010, 2014                                           |
| Villeneuve     | 1        | 1             | 1983                                                                                          | 1985                                                 |
| Dornbirn       | 1        | 0             | 2017                                                                                          |                                                      |
| Uttigen        | 0        | 9             |                                                                                               | 1995, 1996, 1998, 2001, 2003, 2004, 2005, 2009, 2013 |
| Lions Losanna  | 0        | 4             |                                                                                               | 1959, 1962, 1966, 1971                               |
| RC Zurigo      | 0        | 3             |                                                                                               | 1958, 1976, 1982                                     |
| Losanna Roller | 0        | 2             |                                                                                               | 1960, 1965                                           |
| Gipf-Oberfrick | 0        | 1             |                                                                                               | 1989                                                 |
| Biasca         | 0        | 1             |                                                                                               | 2006                                                 |
| Friedlingen    | 0        | 1             |                                                                                               | 2011                                                 |